# Musculus genioglossus

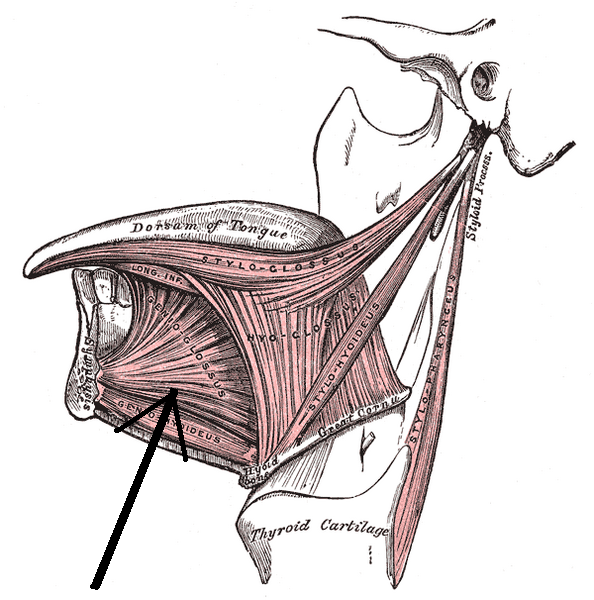
A nyelv izmai (a nyíl mutatja a genioglossust)

A musculus genioglossus egyike a nyelvet alkotó néhány izomnak.

## Alak, eredés, tapadás, elhelyezkedés
Páros legyezőalakú izom. Az állkapocs (mandibula) symphysis menti nevű részéről ered. A nyelvháton és a nyelvcsonton (os hyoideum) tapad.

## Funkció
Nyelvkiöltő izom. Előrehúzza és kiölti a nyelvet.

## Beidegzés
A nervus hypoglossus (XII. agyideg) idegzi be. Az arteria lingualis arteria sublingualis nevű ága és az arteria facialis arteria submentalis nevű ága látja el vérrel

## Külső hivatkozások
- Kép
- Kép, leírás
- Kép
- Kép
- Leírás
- Fül-orr-gége